# Hans Oldag
Hans Hugo Carl Albert Oldag (* 2. März 1901 in Lübtheen; † August 1978 in North Tonawanda, New York) war ein deutsch-amerikanischer Leichtathlet.
Oldag war ein deutscher Schmied, der 1927 in die USA auswanderte und sich dem Buffalo Oriole Club anschloss. 1930 führte er ein Drittel der Strecke beim Boston Marathon, fiel dann aber auf den 57. Platz zurück. 1932 belegte er den 15. Platz. Einen Monat später qualifizierte er sich bei einem Marathonlauf in Maryland für die Olympischen Spiele in Los Angeles. Beim olympischen Marathonlauf belegte er den elften Platz. Nach den Olympischen Spielen schlug er unter dem Namen Buffalo Boy eine Profikarriere ein.
2002 wurde eine Sporthalle in seinem Geburtsort nach ihm benannt.